# Carex inopinata
Espèce
Classification phylogénétique

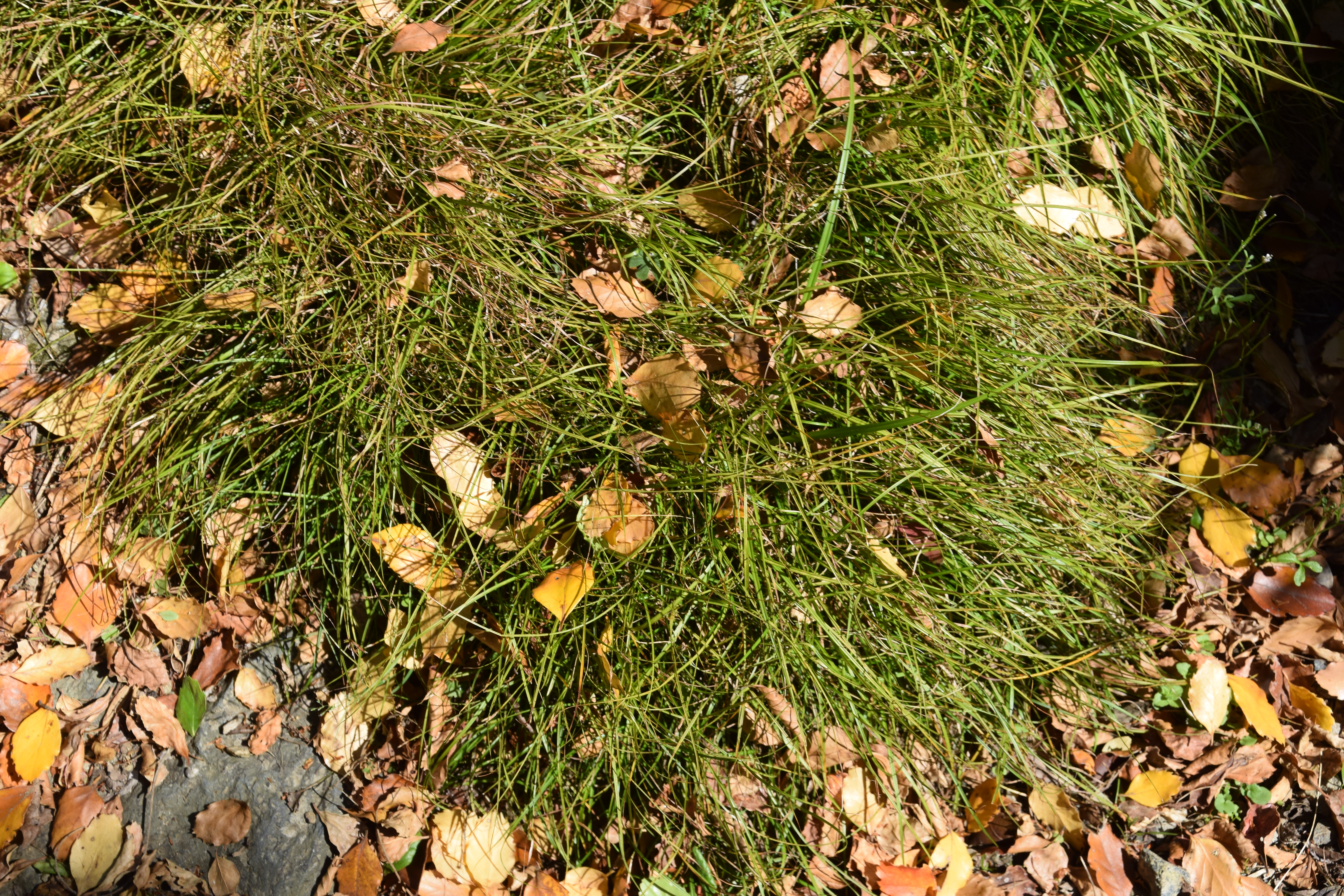

Carex inopinata est une espèce des plantes du genre Carex et de la famille des Cyperaceae.